# Александра Сенткіраї
Александра Єва Сенткіраї (угор. Szentkirályi Alexandra Éva; нар. 11 листопада 1987, Будапешт) — угорська юристка і політикиня. Заступник мера Будапешта з 2014 по 2019 рік, а з 2020 по 2024 рік — урядовий уповноважений з питань внутрішньої комунікації та розвитку бренду країни, речник уряду. Була кандидаткою на посаду мера від Фідес-ХДНП на місцевих виборах в Будапешті 2024 року, пізніше зняла свою кандидатуру. Наразі є головою партії «Фідес» у Будапешті.

## Скандали
На свої сторінці в Facebook опублікувала відеоролик, в якому розповідала про зростання загрози торгівлі людськими органами, торгівлі людьми та наркоторгівлі у разі вступу України у ЄС. На відео Сенткіраї веде свою розповідь на фоні авто, в багажнику якого — зв'язаний чоловік, який, зрештою, виявився співробітником офісу прем'єр-міністра Угорщини.